# Geórgios Psychundákis
Geórgios Psychundákis (em grego: Γεώργιος Ψυχουντάκης; Asi Goniá, 3 de novembro de 1920 — Chania, 29 de janeiro de 2006) foi um membro da resistência grega em Creta durante a Segunda Guerra Mundial e mais tarde escritor. Era um pastor quando os alemães invadiram  Creta, tendo-se tornado um mensageiro a pé (corredor) atrás das linhas alemãs entre os líderes da resistência cretense Petro Petrakas e Papadakis. Depois, entre 1941 e 1945 desempenhou essas funções para o Special Operations Executive (SOE). A seguir à guerra esteve mais de um ano preso por engano como desertor. Na prisão escreveu as suas memórias, que alcançaram sucesso mundial. Mais tarde traduziu textos de importantes do grego clássico para o dialeto cretense.

## Biografia

### Contexto e juventude
Geórgios Psychundákis nasceu em Asi Goniá (Αση Γωνιά), uma aldeia de montanha com umas poucas centenas de habitantes no cimo do vale de Mouselas, no sudoeste de Creta. A aldeia só passou a ser servida por estrada na década de 1950. A sua família era uma das mais pobres da aldeia, e vivia numa casa com uma só divisão com chão de terra. Depois de uma breve passagem pela escola, Geórgios tornou-se pastor, guardando as poucas ovelhas e cabras da família, o que fez com que se tornasse um conhecedor profundo daquela parte da ilha.
Durante a guerra, as pessoas usaram cavernas como habitação e esconderijo de armas. Os caminhos de cabras eram usados para levar mensagens e transportar bens e pessoas. Creta tinha uma longa tradição de resistência aos invasores e só se tinha libertado do domínio otomano em 1898. Uma longa história de insurreições durante as ocupações de vários séculos, aliado ao terreno montanhoso, ajudou a forjar um caráter independentista e uma tradição arreigada de uso quotidiano de armas.

### Durante a guerra
Assim que a invasão aerotransportada nazi começou, em 20 de maio de 1941, Psychundákis dirigiu-se imediatamente para a localidade mais próxima (Episcópi, Retimno), situada a cerca de 15 km. Pouco depois da derrota dos Aliados, integrou um grupo de resistência mal armado. Nessa altura, os cretenses esconderam centenas de militares britânicos deixados para trás e a resistência organizou-se na costa sul da ilha. Dali os britânicos embarcaram para o Egito. Psychundákis ajudou a guiar grupos de aldeia em aldeia. No outono de 1941, o Special Operations Executive (SOE) começou a organizar a resistência com oficiais de ligação britânicos enviados clandestinamente para ilha. Um desses oficiais foi Patrick Leigh Fermor, que chegou por mar em julho de 1942. Psychundákis serviu como corredor e correio de Fermor, transportando mensagens entre grupos da resistência e guiando pelotões não familiarizados com o terreno.
Na introdução da sua autoria do “The Cretan Runner”, o testemunho autobiográfico em livro de Psychundákis, Leigh Fermor descreve o autor da seguinte forma:
| “ | Quando a Lua nasce ele levantou-se e emborcou um último trago de raki dizendo "outra gota de gasolina para o motor" e trotou para a abertura nos arbustos tão furtivamente como um moicano do teatro ou Groucho Marx. Voltou-se para trás quando estava de gatas na saída, revirou os olhos, levantou o dedo indicador portentosamente, sussurrou "o Serviço de Informações", e escapuliu-se por entre os arbustos como um coelho. Alguns minutos mais tarde vimos a sua pequena figura a milha de distância movendo-se pelo trecho seguinte dos contrafortes das Montanhas Brancas iluminado pela Lua, empenhado noutra jornada de cinquenta milhas. | ” |

Os corredores cretenses realizaram feitos notáveis e contribuíram decisivamente para as operações britânicas no Mediterrâneo. Psychundákis corria desde Císsamos, na costa noroeste de Creta, até Palaiochora, na costa sudoeste, em uma noite. Atualmente o percurso por estrada tem 70 km, mas através de uma paisagem agreste, com ravinas profundas, que ele tinha que percorrer para evitar os alemães, a distância pode ter sido o dobro disso. Os combatentes da resistência enfrentavam verões escaldantes e invernos severamente frios, particularmente nas montanhas. A comida era frequentemente escassa e os homens sofriam por se esconderem em cavernas frias e húmidas, com neve profunda no exterior.
Os combatentes da ilha nunca enfrentaram o derradeiro teste: a invasão aliada — eles tinham esperança de que Creta fosse o ponto de partida para a invasão do sul da Europa. Creta foi libertada em 1945. Os britânicos ofereceram dinheiro a Geórgios Psychundákis pelos seus serviços, o que ele recusou, dizendo que tinha trabalhado pelo seu país e não por dinheiro.

## Após a guerra
Depois da libertação, Psychundákis foi preso como desertor durante 16 meses, apesar de ter sido condecorado com a British Empire Medal for Meritorious Service ("medalha da Ordem do Império Britânico por Serviço Meritório") e recebido 200 libras pelos seus serviços durante a guerra. Enquanto esteve na prisão escreveu as suas memórias do período em que esteve ao serviço da SOE e da resistência cretense. O seu antigo comandante Patrick Leigh Fermor soube da sua prisão por acaso e conseguiu a sua libertação clarificando o mal entendido.
Depois de ler o manuscrito das memórias de Geórgios, Leigh Fermor traduziu-o para inglês e ajudou a fazer com que fosse publicado em 1955, sob o título “The Cretan Runner”. O livro tem sido desde então traduzido em várias línguas europeias. Depois de sair da prisão, Psychundákis foi forçado a participar na guerra civil (1946–1949); após isso, e até à publicação do seu livro, trabalhou como queimador de carvão nas montanhas cretenses para suportar a sua família. Durante esse período escreveu “O Ninho da Águia”, que fala da vida e dos costumes das pessoas das aldeias das montanhas da sua região natal, Asi Goniá. Este livro foi traduzido para inglês por Barrie Machin, o antropólogo social que trabalhou com Psychundákis em 1967 e 1968 num estudo antropológico sobre Asi Goniá. Barrie voltou depois várias vezes a Creta para trabalhar com Geórgios, de quem se tornou muito amigo. O estudo foi publicado com o título “Warriors and Maidens” ("Guerreiros e Donzelas")[carece de fontes?].
Não obstante os seus únicos estudos formais terem sido a passagem por escolas primárias de aldeia  durante dois ou três anos, Psychundákis era um antropólogo "natural", bem como um escritor talentoso, com uma memória fenomenal, mas era extremamente pobre, ao ponto de nem ter dinheiro para canetas e papel. Em 1968, Barrie deixou-lhe uma pilha enorme de cartões e canetas para que ele pudesse escrever. Nesse mesmo ano, começou a traduzir a “Ilíada”, de Homero, do grego antigo para o dialeto cretense. Geórgios fez contribuições consideráveis para a cultura cretense, nomeadamente através do estudo e descrição muitas tradições e poesia oral da ilha. Além da “Ilíada” (560 páginas) traduziu também a “Odisseia” (474 páginas), pelo que foi homenageado pela Academia de Atenas.
Desde 1974 até se ter reformado, Geórgios e outro combatente da resistência, Manoli Paterakis, foram coveiros no cemitério militar alemão na colina 107, por cima de Máleme. Foi Psychundákis quem reenterrou Bruno Bräuer, o segundo comandante alemão em Creta durante a ocupação nazi, quando o corpo foi transladado para Maleme no final da década de 1970.

## Obras literárias
- The Cretan Runner: His Story of the German Occupation, ISBN 9780719534751 (em inglês), Londres: J. Murray, 1955. Tradução para inglês de Fermor, Patrick Leigh.
- Ομήρου Ιλιάδα (Ilíada de Homero), ISBN 9789607309921 (em grego) 3ª ed. , Heraclião: Universidade de Creta, 1995
- Ομήρου Οδύσσεια (Odisseia de Homero), ISBN 9789605240202 (em grego) 3ª ed. , Heraclião: Universidade de Creta, 1996
- Αετοφωλιές στην Κρήτη: Λαογραφία της Ασή-Γωνιάς ("Ninho da Águia em Creta: Folclore de Asi Goniá"), ISBN 9608583544 Verifique |isbn= (ajuda) (em grego), Departamento Cultural Municipal de Chania, 1999 .